# تخطيط المعالجة الإشعاعية
إن مصطلح تخطيط المعالجة الإشعاعية يقع تحت إطار إنشاء خطة عمل خاصّة مطوّرة للمعالجة لإشعاعية من أجل تطويق الورم و إظهار الأنسجة السليمة المحيطة حوله.
الهدف من التخطيط الإشعاعي هو تطويق الورم بنسبة تصل إلى حد أعظمي ( 95% ), و السعي قدر الإمكان على الحفاظ على الأنسجة السليمة المحيطة بالورم.

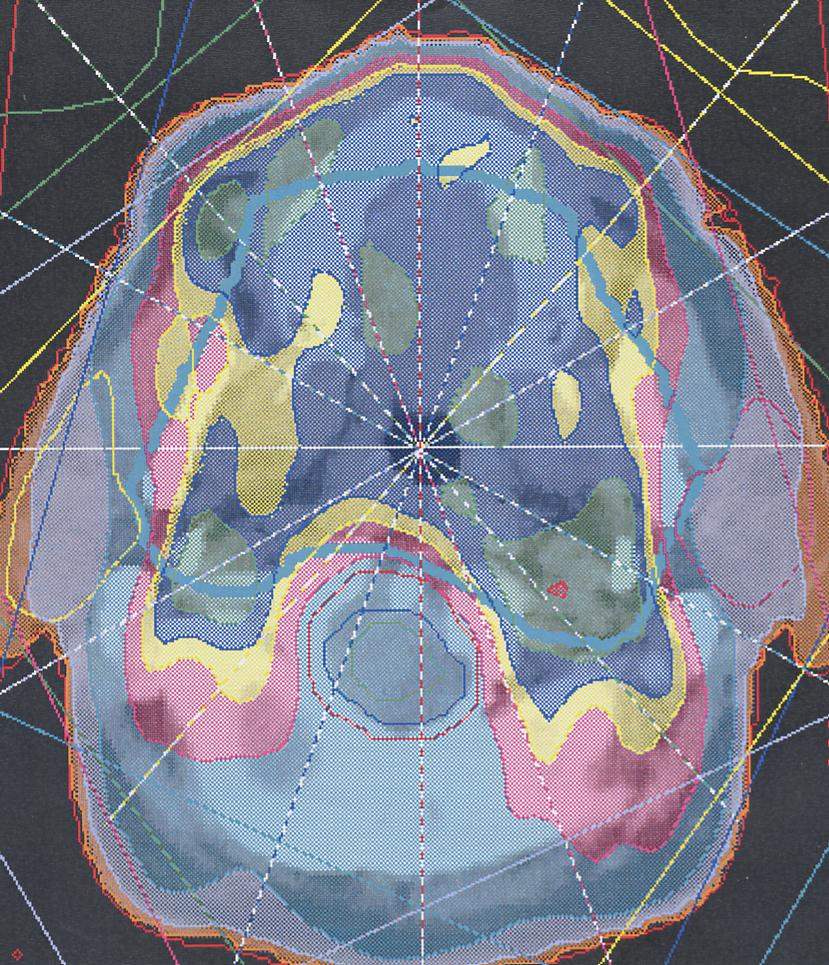
تشعيع لمنطقة الحلق

## الآلية
يتم إنجاز التخطيط من خلال استخدام أجهزة الكمبيوتر التي تحتوي مسبقاً على نظام للتخطيط وبمساعدة تصوير مقطعي محوسب للمريض من أجل تحديد موقع الورم بدقة. و يكون المسؤول عن التخطيط الإشعاعي متخصص في الفيزياء الطبية و ذلك بعد الانتهاء من مراحل استخدام الأشعة السينية و الوقاية الإشعاعية .